# Cơ sở (đại số tuyến tính)

Cùng một vectơ có thể được biểu diễn bởi hai hệ cơ sở khác nhau (các mũi tên tím và mũi tên đỏ).

Cơ sở của không gian vectơ là một hệ vectơ độc lập tuyến tính và sinh ra không gian vectơ đó. Đây là một khái niệm quan trọng trong đại số tuyến tính. Ta có thể nhận ra ý nghĩa của cơ sở trong không gian vectơ {\displaystyle \mathbb {R} ^{2}}. Không gian này thường được biểu diễn bằng các vectơ hình học trên mặt phẳng. Một cơ sở của nó là hệ gồm hai vectơ đơn vị của hai trục toạ độ: i=(1,0) và j=(0,1). Mọi vectơ của {\displaystyle \mathbb {R} ^{2}} đều có thể phân tích một cách duy nhất thành tổ hợp tuyến tính của hai vectơ này. Trong {\displaystyle \mathbb {R} ^{2}} không chỉ có một cơ sở, có rất nhiều hệ hai vectơ như thế. Tổng quát cho một không gian vectơ bất kỳ ta có:

## Định nghĩa
Một tập hợp B của các vectơ b1,...,bn trong không gian vectơ V được gọi là cơ sở nếu như
1. B là một tập hợp độc lập tuyến tính
2. B là tập hợp sinh của V, nghĩa là span(B) = V

Khi đó (với n hữu hạn) số n được gọi là số chiều của không gian vectơ V.
Khái niệm cơ sở có thể mở rộng cho một tập vô hạn các vectơ {\displaystyle B=\{b_{i}|i\in I\}}, với tập chỉ số I là tập vô hạn. Khi đó V được gọi là không gian vô hạn chiều.
Trong không gian {\displaystyle \mathbb {R} ^{n}}, số vectơ trong cơ sở bằng số chiều của không gian bằng n.

## Tính chất
1. Hai cơ sở bất kỳ của cùng một không gian V hữu hạn chiều có số phần tử như nhau.
2. Mọi vectơ v của B biểu diễn duy nhất thành tổ hợp tuyến tính của các vectơ thuộc cơ sở B.
3. Hai không gian hữu hạn chiều là đẳng cấu khi và chỉ khi chúng có cùng số chiều và mọi đẳng cấu tuyến tính biến một cơ sở thành cơ sở.

## Toạ độ trong một cơ sở và công thức đổi cơ sở
Các hệ số trong biểu diễn này được gọi là toạ độ của vectơ v trong cơ sở B.
Chẳng hạn 
nếu v = {\displaystyle k_{1}.b_{1}+k_{2}.b_{2}+...+k_{n}.b_{n}}
thì {\displaystyle (k_{1},k_{2},...,k_{n})} là toạ độ của v trong cơ sở B.
Cho hai cơ sở B={b1,b2,...,bn} và 
B' ={b' 1,b' 2,...,b' n}. Giả sử vectơ v có toạ độ trong cơ sở B và B'  tương ứng là {\displaystyle (k_{1},k_{2},...,k_{n})} và {\displaystyle (k'_{1},k'_{2},...,k'_{n})}. Ngoài ra các vectơ của B biểu diễn qua các vectơ của B'  như sau
{\displaystyle {\begin{matrix}b_{1}=c_{1,1}b'_{1}+c_{1,2}b'_{2}+...+c_{1,n}b'_{n}\\b_{2}=c_{2,1}b'_{1}+c_{2,2}b'_{2}+...+c_{2,n}b'_{n}\\...\\b_{n}=c_{n,1}b'_{1}+c_{n,2}b'_{2}+...+c_{n,n}b'_{n}\end{matrix}}}.
Khi đó v= {\displaystyle \sum _{i=1}^{n}k_{i}.b_{i}} ={\displaystyle \sum _{i=1}^{n}k_{i}.\left(\sum _{j=1}^{n}c_{i,j}.b'_{j}\right)} = {\displaystyle \sum _{j=1}^{n}\left(\sum _{i=1}^{n}c_{i,j}.k_{i}\right).b'_{j}}.
Như vậy 
{\displaystyle k'_{j}=\sum _{i=1}^{n}c_{i,j}.k_{i}}
được gọi là công thức đổi cơ sở.

## Cơ sở chính tắc
Trong không gian {\displaystyle \mathbb {R} ^{n}}, hệ gồm n vectơ đơn vị:
{\displaystyle {\begin{matrix}e_{1}=&(1,&0,&...&,0)\\e_{2}=&(0,&1,&...&,0)\\.&.&.&...&.\\e_{n}=&(0,&0,&...&,1)\end{matrix}}}
lập thành một cơ sở gọi là cơ sở chính tắc của {\displaystyle \mathbb {R} ^{n}}.
Ví dụ:
{(1,0,0), (0,1,0),(0,0,1)} là cơ sở chính tắc của không gian vectơ {\displaystyle \mathbb {R} ^{3}}.